# 999
| Calendário gregoriano                                                        | 999 CMXCIX                                           |
| Ab urbe condita                                                              | 1752                                                 |
| Calendário arménio                                                           | 448 – 449                                            |
| Calendário bahá'í                                                            | -845 – -844                                          |
| Calendário budista                                                           | 1543                                                 |
| Calendário chinês                                                            | 3695 – 3696 Início a 20 de janeiro (aproximadamente) |
| Calendário copta                                                             | 715 – 716                                            |
| Calendário etíope                                                            | 991 – 992                                            |
| Calendários hindus - Vikram Samvat - Calendário nacional indiano - Cáli Iuga | 1054 – 1055 920 – 921 4099 – 4100                    |
| Calendário Holoceno                                                          | 10999                                                |
| Calendário islâmico                                                          | 389 – 390                                            |
| Calendário judaico                                                           | 4759 – 4760                                          |
| Calendário persa                                                             | 377 – 378                                            |
| Calendário rúnico                                                            | 1249                                                 |
| Calendário solar tailandês                                                   | 1542                                                 |

999 (CMXCIX na numeração romana) foi um ano comum do século X do Calendário Juliano, da Era de Cristo, teve início a um domingo e terminou também a um domingo, a sua letra dominical foi A (52 semanas).
No território que viria a ser o reino de Portugal estava em vigor a Era de César que já contava 1037 anos.
| Ano completo                    |
| ------------------------------- |
| Ano comum com início ao domingo |

## Eventos
- Papa Silvestre II sucede o Papa Gregório V.
- Afonso V de Leão e Castela é nomeado Rei de Leão.

## Nascimentos
- Eudes de Penthièvre, Conde de Penthièvre (m. 1079).

## Mortes
- Mumadona Dias
- 18 de Fevereiro - Papa Gregório V.
- 16 de Dezembro - Santa Adelaide da Itália.
- 7 de Fevereiro - Duque Boleslau II da Boêmia.